# Retiens-moi (téléfilm)
Pour l’album du groupe L5, voir Retiens-moi.

Retiens-moi est un téléfilm de Jean-Pierre Igoux, coécrit avec Louis Feyrabend et diffusé le 8 octobre 2005.

## Synopsis
Sept amis trentenaires, les couples Alice et Jean-Baptiste, Laure et Martin, Virginie et Éric et le célibataire gay David, se retrouvent tous les week-ends dans la maison d’Alice et Jean-Baptiste. Quand les cinq autres amis reçoivent une invitation quasi-officielle pour le samedi suivant, ils pensent que les hôtes vont annoncer leur mariage.
En fait, Alice et Jean-Baptiste annoncent et fêtent leur séparation. Par effet domino, les masques tombent et chacun se trouve remis en question dans son rapport au couple et au groupe.

## Distribution
- Marie Guillard : Alice
- Samuel Jouy : Jean-Baptiste
- Sophie de La Rochefoucauld : Laure
- Éric Théobald : Martin
- Olivier Balazuc : David
- Lætitia Colombani : Virginie
- Tomer Sisley : Éric
- Ginette Garcin : Mme Vannier
- Gérard Hernandez : M. Vannier
- Agnès Soral : Barbara
- Xavier-Adrien Laurent : Henri de Peygnac (comme Xavier Laurent)
- Jacques Gallo
- Nicole Mauffrey : Corinne